# Località della Contea di Miami-Dade

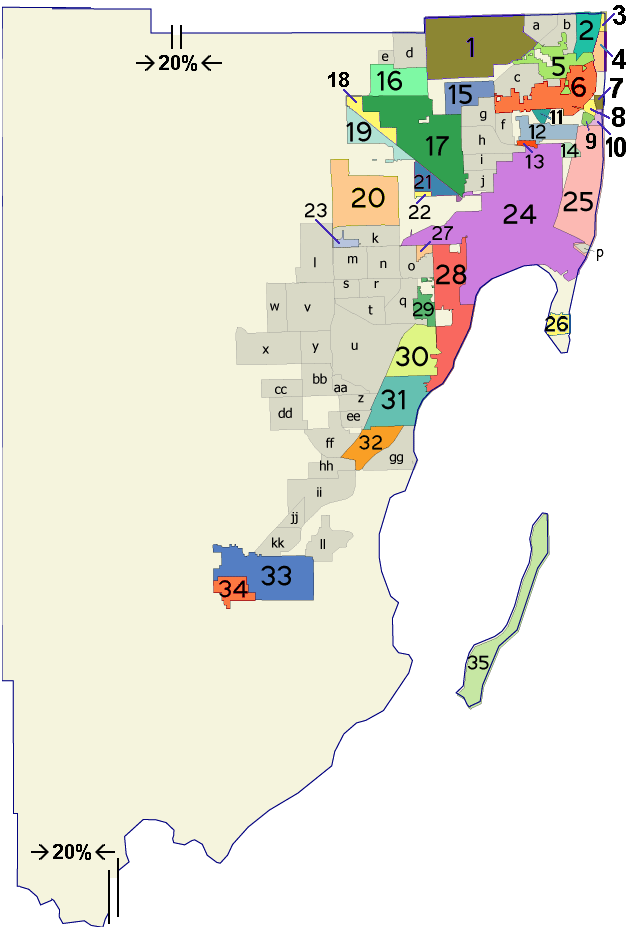
Mappa delle municipalità (aree colorate) e delle aree non incorporate (aree grigie) della Contea di Miami-Dade.

Tra le località della Contea di Miami-Dade, tutte concentrate nella sua metà orientale, si contano 35 municipalità, 37 census-designated place e 16 aree non incorporate.

## Municipalità
La Contea di Miami-Dade si considera scomposta in 19 città, 6 cittadine e 9 villaggi, sebbene non vi siano differenze sostanziali nella struttura amministrativa o nella popolazione tra queste tre categorie.
Le località sono numerate secondo la mappa pubblicata in questa pagina. La popolazione è basata sui dati del censimento del 2010.
| #  | Municipalità       | Categoria | Data di incorporazione | Popolazione |
| -- | ------------------ | --------- | ---------------------- | ----------- |
| 2  | Aventura           | City      | 7 novembre 1995        | 35 762      |
| 7  | Bal Harbour        | Village   | 16 giugno 1947         | 2 513       |
| 8  | Bay Harbor Islands | Town      | aprile 1947            | 5 628       |
| 11 | Biscayne Park      | Village   | 1933                   | 3 055       |
| 28 | Coral Gables       | City      | 1925                   | 46 780      |
| 32 | Cutler Bay         | Town      | 9 novembre 2005        | 40 286      |
| 20 | Doral              | City      | 24 giugno 2003         | 45 704      |
| 13 | El Portal          | Village   | 7 dicembre 1937        | 2 325       |
| 34 | Florida City       | City      | 1914                   | 11 245      |
| 3  | Golden Beach       | Town      | 1929                   | 919         |
| 17 | Hialeah            | City      | 1925                   | 224 669     |
| 18 | Hialeah Gardens    | City      | dicembre 1948          | 21 744      |
| 33 | Homestead          | City      | 1913                   | 60 512      |
| 9  | Indian Creek       | Village   | 1939                   | 86          |
| 26 | Key Biscayne       | Village   | 1991                   | 12 344      |
| 19 | Medley             | Town      | 1949                   | 838         |
| 24 | Miami              | City      | 28 luglio 1896         | 399 457     |
| 25 | Miami Beach        | City      | 26 marzo 1915          | 87 779      |
| 1  | Miami Gardens      | City      | 13 maggio 2003         | 107 167     |
| 16 | Miami Lakes        | Town      | 5 dicembre 2000        | 29 361      |
| 12 | Miami Shores       | Village   | 2 gennaio 1932         | 10 493      |
| 21 | Miami Springs      | City      | 1926                   | 13 809      |
| 14 | North Bay Village  | City      | 1945                   | 7 137       |
| 6  | North Miami        | City      | 27 maggio 1953         | 58 786      |
| 5  | North Miami Beach  | City      | 1927                   | 41 523      |
| 15 | Opa-locka          | City      | 1926                   | 15 219      |
| 31 | Palmetto Bay       | Village   | 10 settembre 2002      | 23 410      |
| 30 | Pinecrest          | Village   | 12 marzo 1996          | 18 223      |
| 29 | South Miami        | City      | 24 giugno 1927         | 11 657      |
| 4  | Sunny Isles Beach  | City      | 1997                   | 20 832      |
| 10 | Surfside           | Town      | 18 maggio 1935         | 5 744       |
| 23 | Sweetwater         | City      | 1941                   | 13 499      |
| 22 | Virginia Gardens   | Village   | 10 luglio 1947         | 2 375       |
| 27 | West Miami         | City      | 1947                   | 5 965       |

La municipalità di Islandia (numero 35 nella mappa), creata nel 1960, fu abrogata il 6 marzo 2012.

## Census-designated place
Il censimento del 2010 elenca 37 census-designated place nella Contea di Miami-Dade. La popolazione riportata nella seguente tabella è basata su quel censimento. I CDP sono identificati dalle lettere della mappa che appare in questa pagina.
| #  | Census Designated Place | Popolazione |
| -- | ----------------------- | ----------- |
| j  | Brownsville             | 15 313      |
| o  | Coral Terrace           | 24 376      |
| d  | Country Club            | 47 105      |
| cc | Country Walk            | 15 997      |
| p  | Fisher Island           | 132         |
| k  | Fontainebleau           | 59 764      |
| i  | Gladeview               | 11 535      |
| q  | Glenvar Heights         | 16 898      |
| c  | Golden Glades           | 33 145      |
| hh | Goulds                  | 10 103      |
| ll | Homestead Base          | 964         |
| a  | Ives Estates            | 19 525      |
| v  | Kendale Lakes           | 56 148      |
| u  | Kendall                 | 75 371      |
| w  | Kendall West            | 36 154      |
| kk | Leisure City            | 22 655      |
| jj | Naranja                 | 8 303       |
| b  | Ojus                    | 18 036      |
| r  | Olympia Heights         | 13 488      |
| e  | Palm Springs North      | 5 253       |
| z  | Palmetto Estates        | 13 535      |
| f  | Pinewood                | 16 520      |
| ii | Princeton               | 22 038      |
| aa | Richmond Heights        | 8 541       |
| dd | Richmond West           | 31 973      |
| ff | South Miami Heights     | 35 696      |
| t  | Sunset                  | 16 389      |
| l  | Tamiami                 | 55 271      |
| y  | The Crossings           | 22 758      |
| x  | The Hammocks            | 51 003      |
| bb | Three Lakes             | 15 047      |
| m  | University Park         | 26 995      |
| h  | West Little River       | 34 699      |
| ee | West Perrine            | 9 460       |
| n  | Westchester             | 29 862      |
| g  | Westview                | 9 650       |
| s  | Westwood Lakes          | 11 838      |

L'ex CDP di Lakes by the Bay (gg nella mappa) fa ora parte della cittadina di Cutler Bay.